# Mister Brau
Mister Brau é uma série de televisão brasileira produzida pela TV Globo e exibida de 22 de setembro de 2015 até 12 de junho de 2018. Criada por Adriana Falcão e Jorge Furtado, teve roteiros de Bernardo Guilherme, Bruna Paixão, Cláudia Jouvin, Cláudio Lisboa, Dino Cantelli, Jô Abdu, Lázaro Ramos, Marcelo Gonçalves, Patrícia Pedrosa e Pericles Barros, direção de Calvito Leal, Flávia Lacerda, Fabricio Manberti, Patricia Pedrosa e Ricardo Spencer e direção geral de Maurício Farias.
Conta com Lázaro Ramos interpretando a personagem-título, além das atuações estrelares de Taís Araújo, George Sauma, Fernanda de Freitas, Luís Miranda, Kiko Mascarenhas, Cláudia Missura e Marcelo Flores nos papéis principais.

## Produção
| “ | O programa abordará as vicissitudes da ascensão social e o preconceito com os novos ricos. O enredo deixará claro que, algumas vezes, quem tem dinheiro faz o que quer e não está nem aí para o vizinho. O Brau vai dar festas barulhentas, incomodará os outros. Lima, um solteirão, não vai morar no lugar, mas estará sempre por perto do parceiro, usufruindo de toda a mordomia. Haverá até um jet-ski na piscina. | ” |

Antes da estreia da série, em 13 de setembro de 2015, o cantor fictício e sua esposa cantaram no programa ao vivo do "Domingão do Faustão". Antes de entrarem no palco, o apresentador Fausto Silva explicara (ditou um texto, como realista) que o cantor acabara de voltar do exterior para o Brasil. Após cantar o single "Meu Nome é Brau", o casal conversou com o apresentador até saírem dos personagens. No final, cantou a música "Perdão a Michele". A segunda temporada foi confirmada antes mesmo da primeira ter acabado. A 2ª temporada da série teve 17 episódios no total, três a mais do que a 1ª. Taís Araújo postou uma foto em suas redes sociais anunciando o início das gravações da segunda temporada da série.

## Enredo

### 1ª Temporada (2015)
A história girará em torno de um cantor popular, o "Mr. Brau" (Lázaro Ramos) ele será casado com "Michele" (Taís Araújo), ela também será empresária e coreógrafa dele e é super controladora com o marido seguindo a risca o ditado "por trás de um grande homem tem uma grande mulher" esse será o lema de "Michele". Mister Brau e Michele valorizam também o que não tem preço: a amizade. Ele se mantém fiel a Lima (Luis Miranda), seu parceiro e assessor desde o início de sua carreira, e Michele se apoia em Gomes (Kiko Mascarenhas), seu assessor, mordomo e conselheiro pessoal, para tomar qualquer decisão. Henrique (George Sauma), advogado competente e atento à capacidade de seu novo vizinho para se meter em encrencas, acaba prestando a ele seus serviços, transformando a inconveniente vizinhança numa ótima fonte de renda. Isso para o desespero de sua esposa Andréia (Fernanda de Freitas), típica dondoca carregada de preconceitos, que faz de tudo para se livrar dos incômodos vizinhos.
Ele é emoção, ela, razão. Ele dá show, ela negocia cachê. Ele é o artista brilhante, ela, a empresária mandona. Ele vive se metendo em confusões, ela, "arrancando os cabelos" por causa do astro. Assim como o casal sem vergonha da música do grande sambista Zeca Pagodinho, "Brau" e "Michele" estão sempre brigando, porém, um não vive sem o outro. Choram, mas se amam. Ela é a musa das canções do marido e ele, o ídolo da esposa. Quem vê os dois, bem-sucedidos e felizes hoje em dia, não imagina que eles já passaram necessidade no passado. De origem humilde, eles tiveram que batalhar duramente para alcançar seus sonhos e vencer na vida, sempre um apoiando o outro nos momentos difíceis. Atualmente, Brau e Michele são um exemplo de superação e fonte de inspiração para muitos casais. E o interessante é que a série é gravada na própria casa do casal.
Completam ainda a série, Catarina (Cláudia Missura), doméstica que trabalha na casa de Henrique e Andréia e que vive se metendo nos assuntos dos patrões e o Tenente Marques (Marcelo Flores), guarda e segurança do condomínio e namorado de Catarina. A partir da terceira temporada, Brau e Michele adotaram Egídio, Lia e Carltio (Sérgio Rufino), que se tornaram seus filhos.

### 2ª Temporada (2016)
A série estrelada por Lázaro Ramos e Taís Araújo conquistou ótimos pontos de audiência para a Rede Globo e belos comentários dos críticos. Sendo assim, com somente três episódios veiculados, a emissora resolveu dar o aval para a produção da segunda temporada. Segundo a coluna Outro Canal, da Folha de S.Paulo, Jorge Furtado já está no empenho de criar mais 17 episódios para abril de 2016.

### 3ª Temporada (2017)
Mister Brau, novamente com boa crítica e boa audiência conquistou o público e ganhou uma terceira temporada.
A novidade agora são Egídio, Lia e Carlito, os novos filhos de Brau e Michele. Taís Araújo comemorou a renovação da série e disse: "Adoro fazer esta série. Além de entreter, ela tem a nossa estética, e trata, com leveza, das nossas questões", contou a atriz ao jornal "Correio", se referindo aos temas ligados à negritude. Na entrevista, a global também brincou dizendo que todo mundo tem medo da Michele, 'porque é ela quem comanda aqueles homens todos'. "No começo, não tínhamos nenhuma pretensão, mas acho que a série cumpre um papel. Traz uma estética de uma África moderna, muito sofisticada, porque nós achamos nosso cabelo bonito, nosso nariz bonito", afirmou. Segundo dados consolidados do Ibope, a média do seriado é de 21 pontos na Grande São Paulo neste ano. Além disso, desde a estreia, a crítica tem elogiado o programa, por tratar da questão do racismo com bom humor e ótimas tiradas. Por conta disso, segundo o jornal O Globo, a emissora carioca decidiu produzir uma terceira temporada de "Mister Brau", autorizando novos roteiros a serem escritos desde já. Cinco deles já estariam prontos. Pesou também a vontade dos atores Lázaro Ramos e Taís Araújo, que estão extremamente felizes com o trabalho que estão realizando. As gravações desta nova temporada devem começar a partir de setembro de 2016, para exibição em 2017, se tudo sair como o planejado pela Rede Globo. Em fevereiro, o casal fez uma aparição na novela Rock Story, promovendo a terceira temporada de Mister Brau na novela das sete, com uma visita a Gui (Vladimir Brichta), nos estúdios da "Som Discos". Na cena, Brau e Gui cantaram o hit "Jacaré Réptil do Ano" e o personagem de Ramos teve um ataque de ciúmes da mulher, ficando no ar, a insinuação de que Michele já o traiu com o roqueiro, durante um certo "carnaval na Bahia".

### 4ª Temporada (2018)
Durante a transmissão da terceira temporada, depois de indefinições, a série tem uma 4ª temporada garantida na Rede Globo, para 2018. Os roteiros já estão sendo desenvolvidos. A temporada teve apenas 8 episódios, o último deles gravado em Angola, e encerrou a trajetória dos Braus.

## Reprises
Está sendo exibido no GNT desde 10 de janeiro de 2021.
Foi reexibida pelo Viva de 22 de agosto de 2022 até meados de 2025.

## Elenco

### Principal
| Intérprete          | Personagem                  | Temporadas | Temporadas | Temporadas | Temporadas |
| Intérprete          | Personagem                  | 1ª 2015    | 2ª 2016    | 3ª 2017    | 4ª 2018    |
| ------------------- | --------------------------- | ---------- | ---------- | ---------- | ---------- |
| Lázaro Ramos        | Mister Brau                 |            |            |            |            |
| Lázaro Ramos        | Priscila                    |            |            |            |            |
| Taís Araújo         | Michele Maria Brau          |            |            |            |            |
| George Sauma        | Henrique Tolledo de Menezes |            |            |            |            |
| Fernanda de Freitas | Andréia Tolledo de Menezes  |            |            |            |            |
| Luís Miranda        | Lima                        |            |            |            |            |
| Kiko Mascarenhas    | Fernando Gomes (Gomes)      |            |            |            |            |
| Cláudia Missura     | Catarina                    |            |            |            |            |
| Marcelo Flores      | Tenente Marques             |            |            |            |            |
| Sérgio Rufino       | Carlito                     |            |            |            |            |
| Leonardo Lima       | Egídio                      |            |            |            |            |
| Brunna Oliveira     | Lia                         |            |            |            |            |

### Recorrente
| Intérprete     | Personagem          | Temporadas | Temporadas | Temporadas | Temporadas |  |
| Intérprete     | Personagem          | 1ª 2015    | 2ª 2016    | 3ª 2017    | 4ª 2018    |  |
| -------------- | ------------------- | ---------- | ---------- | ---------- | ---------- |  |
| Guta Stresser  | Maria Augusta       |            |            |            |            |  |
| Cacau Protásio | Maria do Carmo Lima |            |            |            |            |  |
| Lellê          | Yasmin Lima         |            |            |            |            |  |

### Participações especiais
- Iléa Ferraz - Tisona Moabe (Mãe do Mister Brau)
- Fernanda Montenegro como Rosita Gomes[10][11][12]
- Titica - Ela mesma
- Cabo Snoop - Ele mesmo
- Príncipe Ouro Negro - Ele mesmo
- Drica Moraes - Matilde Damásio (Enfermeira Matilde)[13]
- Felipe Rocha - Jean Louis
- Rodrigo Sant'Anna - Sandrinho (personal trainer)
- Felipe Silcler - Diogo
- Luisa Arraes - Ariel[14]
- Ruth de Souza - Ela mesma[15]
- Julia Faria - Repórter
- José Loreto - Filipe César
- Raquel Bonfante - Amanda Menezes[16]
- Fabiana Karla - Priscila[17][18]
- Karol Conka - Ela mesma
- Aílton Graça - Rui (pai da Michele)[19][20]
- Renata Gaspar - Scarlett[21][22]
- Giulia Gam - Francis
- Elza Soares - Ela mesma[23]
- Bárbara - Ela mesma
- Léa Garcia - Dona Antônia
- Buchecha - Ele mesmo[24]
- Ilana Kaplan - Ester (assistente social)[25]
- Agnaldo Rayol - Tom Bob[26]
- André Bankoff - Vicente [27]
- Valdinéia Soriano - Dona Enaura [28]
- Leonardo Lima - Edígio [28]
- Brunna Oliveira - Lia [28]
- Sérgio Rufino - Carlito [28]
- Rafael Zulu - Robson [29]
- Romeu Evaristo - Dr. Lourenço
- Cláudia Leitte - Ela mesma [30]
- Fernanda Torres - Bárbara [31]
- Babu Santana - Delegado Santana
- Thelmo Fernandes - Prefeito
- Zezeh Barbosa - Cíntia Regina
- Viviane Araújo - Francineide (Fran) [32]
- Ilva Niño - Zoraide
- Vladimir Brichta - Joaquim Ferreira (Formiga) [32]
- Evandro Mesquita - Percival [33]
- Guta Stresser- Maria Augusta
- Daniel Dantas - Dr. Antônio Carlos de Menezes [34]
- Edson Bonnadil - Carlos (Carlitos)
- Ana Terra - Gisele
- Alcione - Tia Marizilda
- Alessandra Maestrini - Priscila
- Aramis Trindade - Fiscal Silvano
- Clementino Kelé - Seu Ademir
- Carol Macedo - Luzia
- Ludmilla - Rosinha
- Fátima Bernardes - Ela mesma
- Alinne Moraes - Ela mesma
- Grazi Massafera - Ela mesma
- Paolla Oliveira - Ela mesma
- Mumuzinho - Ele mesmo
- Gael Augusto - Mini Gomes
- Mathias Bildhauer - Mini Gomes

## Obras derivadas

### Especiais
Em 21 de dezembro de 2016 foi lançado um episódio especial de Natal, o EspeciBrau. Nele, o casal Brau apresentou 25 videoclipes das melhores músicas de "Mister Brau" e mais 2 videoclipes das músicas solo de Michele. Em 9 de abril de 2017 foi lançado um novo especial, Os Brau. Nele, o casal Brau apresentou o programa musical com convidados especiais, como: Maiara & Maraisa, Marília Mendonça, Claudia Leitte, Karol Conka, Pablo, Buchecha, Liniker e os Caramelows, Iza entre outros.

### Mister Brau: O Filme
Em uma compilação de episódios, a série teve uma versão filme e foi exibido na Sessão da Tarde uma semana antes da estreia da 4ª temporada. Protagonizado por Taís Araújo e Lázaro Ramos, a trama conta a história de um cantor em ascensão, o Mr. Brau. Com a ajuda de sua esposa, Michele atuando como coreógrafa e empresária, o cantor alcança o sucesso meteórico.

## Episódios
| Temporada | Episódios | Estreia da temporada   | Final da temporada     |
| --------- | --------- | ---------------------- | ---------------------- |
| 1         | 15        | 22 de setembro de 2015 | 29 de dezembro de 2015 |
| 2         | 17        | 12 de abril de 2016    | 2 de agosto de 2016    |
| 3         | 14        | 18 de abril de 2017    | 18 de julho de 2017    |
| 4         | 8         | 24 de abril de 2018    | 12 de junho de 2018    |

## Trilha sonora
Intitulada "Meu Nome é Brau", o videoclipe da canção foi lançado na página oficial da série do site Gshow. Em 13 de setembro de 2015, o cantor fictício apresentou as músicas "Perdão a Michele" e "O Amor é Uma Aventura" no Domingão do Faustão ao vivo. No dia 28 de julho de 2016, a música "Meu Nome é Brau", tocou no episódio 17, da 2ª temporada da série Chapa Quente (2016).
Músicas interpretadas na série
- "Meu Nome é Brau"
- "6G"
- "Perdão a Michele"
- "Busque Seu Amor"
- "Tchutchuca Auau"
- "Timatilimão"
- "Estranho o Quê?"
- "Cantos da Raça"
- "Brau-aid"
- "Tá Bem, Tá Bom Tá Dez, Tá Cem"
- "Jacaré Réptil do Ano"
- "F.G.H."
- "Ó.U.A.A.I.Ó."
- "A Bahia é Brau"
- "És Venezuela"
- "Reggae do Jac"
- "Arqueiro"
- "Amor Radical"
- "Rap do Ruivo"
- "Manerar, Sereia"
- "Todo Amor é"
- "Nosso Mundo"
- "Outra Pessoa" (participação de Michele Brau e Gomes)
- "As Aparências Enganam" (participação de Mumuzinho)
- "Dói" (participação de Egídio Brau, Lia Brau e Carlito Brau)
- "Fico Assim Sem Você" (participação de Michele Brau, Egídio Brau, Lia Brau e Carlito Brau)
- "Meu Querubim" (Michele Brau participação de Mister Brau)
- "A Vida é Tão Rala"  (Solo de Michele Brau)
- "Batalhão das Manas" (Solo de Michele Brau)
- "Chicletinhos" (Solo de Michele Brau)
- "Eu Sou Michele Brau" (Mister Brau, Michele Brau)

## Audiência
O primeiro episódio rendeu 24 pontos no IBOPE da Grande São Paulo, sendo a melhor estreia de séries na emissora no ano, além de ser impulsionada pela melhor audiência de Verdades Secretas, que teve os momentos finais. Já no Rio de Janeiro, outra principal praça para o mercado publicitário do País, a série marcou 29 pontos.

## Prêmios e indicações
| Ano  | Prêmio                    | Categoria                                    | Indicação     | Resultado | Ref.          |
| ---- | ------------------------- | -------------------------------------------- | ------------- | --------- | ------------- |
| 2015 | Prêmio Extra de Televisão | Melhor Série                                 | Jorge Furtado | Indicado  | [ 38 ]        |
| 2015 | Melhores do Ano           | Melhor Ator de Série, Minissérie ou Seriado  | Lázaro Ramos  | Indicado  | [ 39 ] [ 40 ] |
| 2015 | Melhores do Ano           | Melhor Atriz de Série, Minissérie ou Seriado | Taís Araújo   | Indicado  | [ 39 ] [ 40 ] |
| 2015 | Prêmio Quem de Televisão  | Melhor Atriz                                 | Taís Araújo   | Indicado  | [ 41 ]        |
| 2015 | Prêmio Quem de Televisão  | Melhor Ator                                  | Lázaro Ramos  | Indicado  | [ 41 ]        |
| 2015 | Prêmio Quem de Televisão  | Melhor Autor                                 | Jorge Furtado | Indicado  | [ 41 ]        |
| 2015 | Troféu UOL TV e Famosos   | Melhor Série Nacional                        | Jorge Furtado | Indicado  | [ 42 ]        |
| 2015 | Prêmio F5                 | Ator do Ano                                  | Lázaro Ramos  | Indicado  | [ 43 ]        |
| 2015 | Prêmio F5                 | Atriz do Ano                                 | Taís Araújo   | Indicado  | [ 43 ]        |
| 2016 | Prêmio Extra de Televisão | Melhor Série                                 | Jorge Furtado | Indicado  | [ 44 ]        |
| 2016 | Melhores do Ano           | Melhor Ator de Série, Minissérie ou Seriado  | Lázaro Ramos  | Indicado  |               |
| 2016 | Melhores do Ano           | Melhor Atriz de Série, Minissérie ou Seriado | Taís Araújo   | Indicado  |               |
| 2017 | Melhores do Ano           | Melhor Ator de Série, Minissérie ou Seriado  | Lázaro Ramos  | Indicado  |               |
| 2018 | Melhores do Ano           | Melhor Ator de Série, Minissérie ou Seriado  | Lázaro Ramos  | Indicado  |               |
| 2018 | Melhores do Ano           | Melhor Atriz de Série, Minissérie ou Seriado | Taís Araújo   | Indicado  |               |
| 2018 | Prêmio Contigoǃ Online    | Melhor Série                                 | Jorge Furtado | Venceu    |               |